# Matevž Bajuk
Matevž Bajuk (* 29. September 1990) ist ein slowenischer Badmintonspieler. 

## Karriere
Matevž Bajuk gewann in Slowenien acht Juniorentitel, bevor er 2009 erstmals nationaler Meister bei den Erwachsenen wurde. Weitere Erfolge gelangen ihm bei den Czech Juniors, den Croatian Juniors, Slovenian Juniors und den Spanish Juniors.